# ر. إتش إيفز جاميلل
ر. إتش إيفز جاميلل (بالإنجليزية: R. H. Ives Gammell)‏ هو رسام أمريكي، ولد في 7 يناير 1893 في بروفيدنس في الولايات المتحدة، وتوفي في 1981 في ويليامزتاون في الولايات المتحدة.